# سيقان خشبية

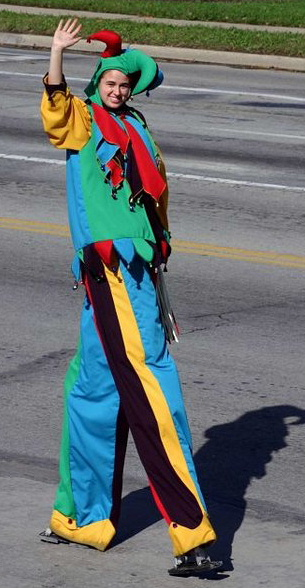
بهلواني في ألمانيا

الطُّوَّالَة أو المِطوال أو المِسواق أو عكاز البهلوان أو السيقان الخشبية تتكون من عمودين خشبيين أوحديدين يتم تركيبهما أسفل القدمين لكسب طول زائد

## خصائصها
تصنع في أغلب الأمر من مواد خشبية أو معدنية لتبلغ ارتفاعًا يراوح من 20 سم إلى 4 م وذلك حسب القاعدة العامة لصنع السيقان الخشبية وأخذت السيقان الخشبية شهرتها نتيج للسيرك، وبعدها مسرح الشارع.

## استعمالاتها
تستعمل وسيلةً للعب الأطفال في آسيا، ويستعملها المجصصون (بائعوا الجص وصانعوه) في فرنسا، وما يستعملها قاطفوا الفواكة في كل من المغرب وكاليفونيا. وتستعمل في غالب الأوقات للتسلية وللرقص.

## مراجع

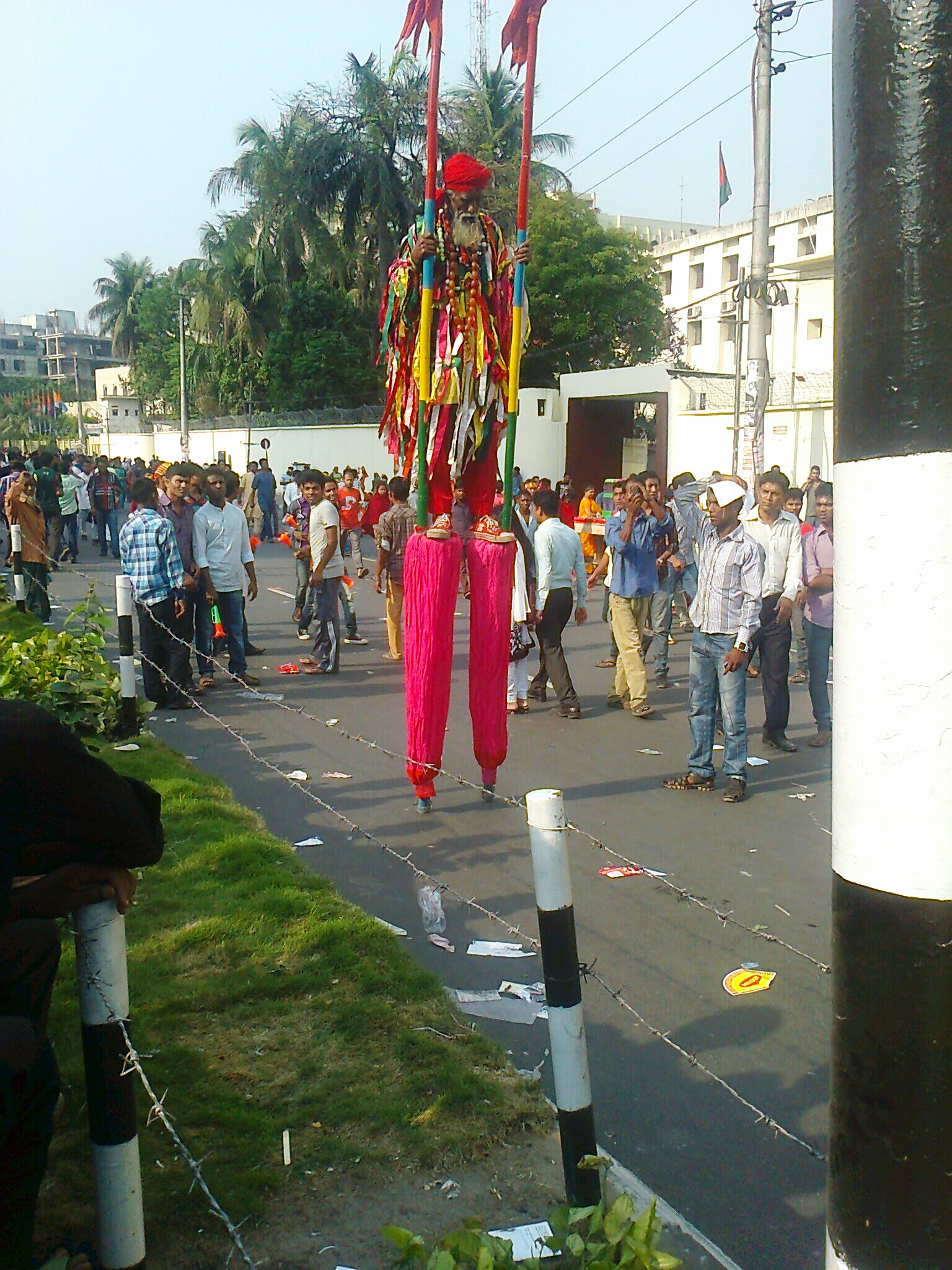
السيقان الخشبية